# Liste von botanischen Gärten in Deutschland

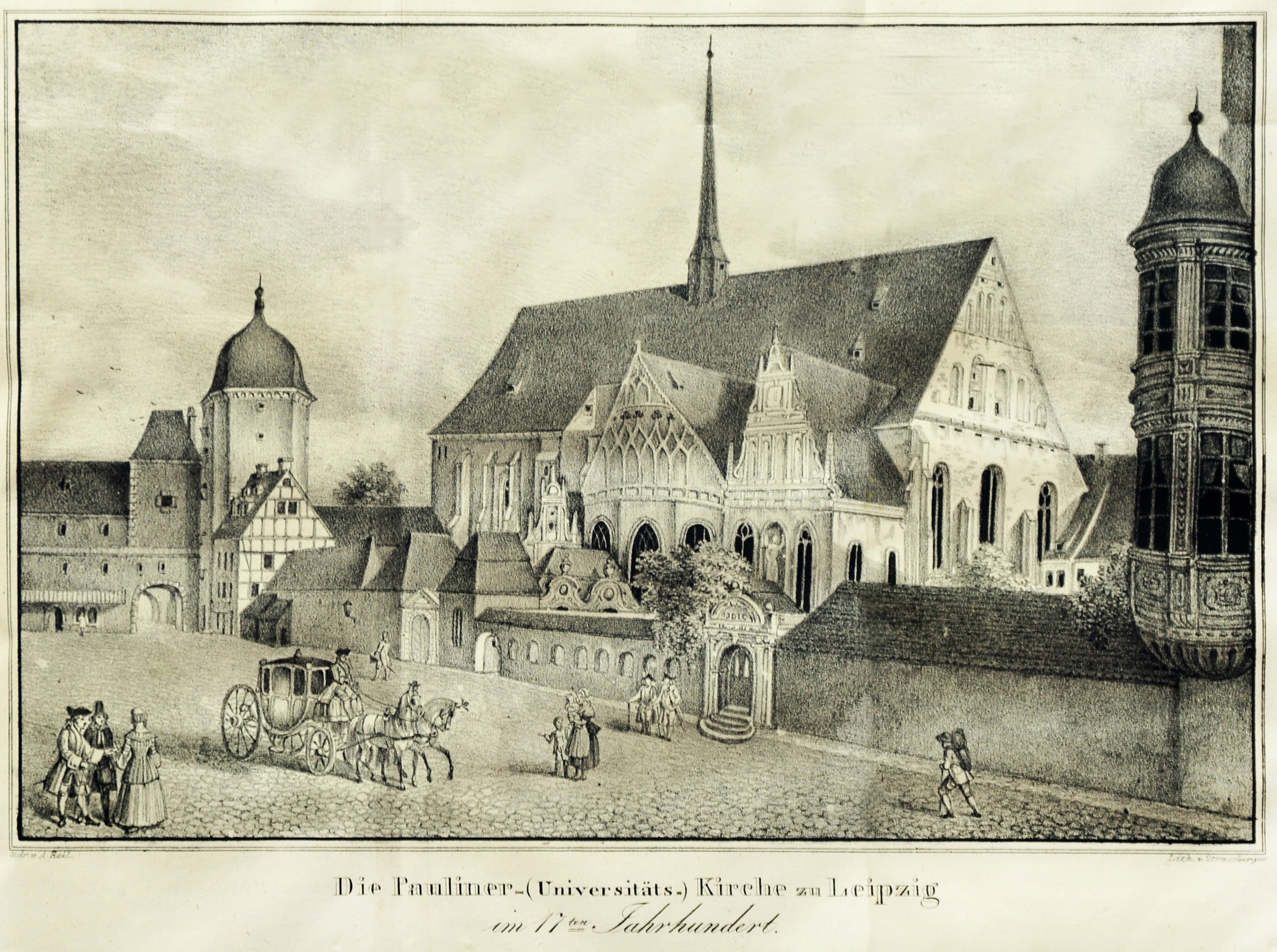
Als ältester botanischer Garten in Deutschland gilt der Botanische Garten Leipzig, 1580

Die Liste von botanischen Gärten in Deutschland nennt botanische Gärten in Deutschland. Viele sind Mitglied im Verband Botanischer Gärten. Die Arboreten (von lateinisch arbor für Baum) sind in der Liste von Arboreten in Deutschland aufgeführt.

## Liste

### Baden-Württemberg
| Bezeichnung                                                  | Ort                  | Kommentare                                          | Abbildung |
| ------------------------------------------------------------ | -------------------- | --------------------------------------------------- | --- |
| Botanischer Garten der Albert-Ludwigs-Universität            | Freiburg im Breisgau |                                                     | |
| Botanischer Garten der Ruprecht-Karls-Universität Heidelberg | Heidelberg           |                                                     | |
| Botanischer Garten des Karlsruher Instituts für Technologie  | Karlsruhe            |                                                     | |
| Botanischer Garten Karlsruhe                                 | Karlsruhe            |                                                     | |
| Botanischer Garten der Universität Konstanz                  | Konstanz             |                                                     | |
| Wilhelma                                                     | Stuttgart            | einziger zoologisch-botanischer Garten Deutschlands | |
| Botanischer Garten der Universität Hohenheim                 | Stuttgart            |                                                     | |
| Botanischer Garten Tübingen                                  | Tübingen             |                                                     | Blick über den Seerosenteich des Botanischen Gartens der Universität Tübingen, mit dem Tropicarium im Hintergrund |
| Botanischer Garten Ulm                                       | Ulm                  | 1981 angelegt mit Rosarium und Apothekergarten      | |

### Bayern
| Bezeichnung                                                   | Ort                  | Kommentare                                                         | Abbildung |
| ------------------------------------------------------------- | -------------------- | ------------------------------------------------------------------ | --------- |
| Hortus medicus (Academia Altdorfina)                          | Altdorf bei Nürnberg | Historischer Garten, entstanden 1626.                              |           |
| Botanischer Garten Augsburg                                   | Augsburg             | Entstanden 1936.                                                   |           |
| Botanischer Garten im Stadtpark Hain                          | Bamberg              | Gegründet 1906 als Schulgarten.                                    |           |
| Ökologisch-Botanischer Garten der Universität Bayreuth        | Bayreuth             | Unter anderem mit Tropenhaus.                                      |           |
| Botanischer Garten Dennenlohe                                 | Dennenlohe           |                                                                    |           |
| Hortus Eystettensis                                           | Eichstätt            | Historischer Garten, Lage unbekannt                                |           |
| Bastionsgarten                                                | Eichstätt            | 1995 angelegt.                                                     |           |
| Botanischer Garten Erlangen                                   | Erlangen             |                                                                    |           |
| Aromagarten Erlangen                                          | Erlangen             |                                                                    |           |
| Botanischer Garten der Stadt Hof im Bürgerpark Theresienstein | Hof                  |                                                                    |           |
| Botanischer Garten des Deutschen Medizinhistorischen Museums  | Ingolstadt           |                                                                    |           |
| Botanischer Garten München-Nymphenburg                        | München              | Einrichtung mit botanischem Alpengarten am Königshaus am Schachen. |           |
| Alter Botanischer Garten                                      | München              | in der Nähe des Hauptbahnhofs München                              |           |
| Botanischer Garten der Universität Regensburg                 | Regensburg           |                                                                    |           |
| Botanischer Garten im Herzogspark                             | Regensburg           |                                                                    |           |
| Botanischer Garten der Universität Würzburg                   | Würzburg             |                                                                    |           |

### Berlin
| Bezeichnung                               | Ort    | Kommentare | Abbildung |
| ----------------------------------------- | ------ | ---------- | --------- |
| Botanischer Garten Berlin                 | Berlin |            |           |
| Botanischer Volkspark Blankenfelde-Pankow | Berlin |            |           |
| Späth-Arboretum                           | Berlin |            |           |

### Brandenburg
| Bezeichnung                        | Ort              | Kommentare            | Abbildung |
| ---------------------------------- | ---------------- | --------------------- | --------- |
| Forstbotanischer Garten Eberswalde | Eberswalde       |                       |           |
| Ostdeutscher Rosengarten           | Forst (Lausitz)  |                       |           |
| Botanischer Garten                 | Frankfurt (Oder) |                       |           |
| Schaugarten Schwante               | Oberkrämer       | Im Ortsteil Schwante. |           |
| Botanischer Garten Potsdam         | Potsdam          |                       |           |
| Biosphäre Potsdam                  | Potsdam          |                       |           |
| Karl-Foerster-Garten               | Potsdam          | Im Ortsteil Bornim.   |           |
| Lehmann-Garten                     | Templin          |                       |           |

### Bremen
| Bezeichnung                                   | Ort    | Kommentare | Abbildung |
| --------------------------------------------- | ------ | ---------- | --------- |
| Botanischer Garten im Rhododendronpark Bremen | Bremen |            |           |

### Hamburg
| Bezeichnung                                        | Ort     | Kommentare | Abbildung |
| -------------------------------------------------- | ------- | ---------- | --------- |
| Loki-Schmidt-Garten                                | Hamburg |            |           |
| Alter Botanischer Garten im Park Planten un Blomen | Hamburg |            |           |

### Hessen
| Bezeichnung                                      | Ort               | Kommentare | Abbildung |
| ------------------------------------------------ | ----------------- | ---------- | --------- |
| Botanischer Garten Darmstadt                     | Darmstadt         |            |           |
| Palmengarten                                     | Frankfurt am Main |            |           |
| Botanischer Garten Frankfurt am Main             | Frankfurt am Main |            |           |
| Botanischer Garten der Justus-Liebig-Universität | Gießen            |            |           |
| Alter Botanischer Garten Marburg                 | Marburg           |            |           |
| Neuer Botanischer Garten Marburg                 | Marburg           |            |           |

### Mecklenburg-Vorpommern
| Bezeichnung                                                 | Ort        | Kommentare | Abbildung |
| ----------------------------------------------------------- | ---------- | ---------- | --------- |
| Botanischer Garten und Arboretum der Universität Greifswald | Greifswald |            |           |
| Botanischer Garten der Universität Rostock                  | Rostock    |            |           |
| Usedoms Botanischer Garten Mellenthin                       | Usedom     |            |           |

### Niedersachsen
| Bezeichnung                        | Ort                   | Kommentare                                                                             | Abbildung |
| ---------------------------------- | --------------------- | -------------------------------------------------------------------------------------- | --------- |
| Kräuterpark Altenau                | Altenau               | 2004 von Erich Jürgens gegründet, heute 30.000 Quadratmeter groß.                      |           |
| Botanischer Garten                 | Braunschweig          |                                                                                        |           |
| Berggarten                         | Hannover              | In Hannover-Herrenhausen.                                                              |           |
| Schulbiologiezentrum Hannover      | Hannover              | Zwei botanische Gärten in Hannover-Burg und Hannover-Linden.                           |           |
| Alter Botanischer Garten           | Göttingen             |                                                                                        |           |
| Experimenteller Botanischer Garten | Göttingen             | Einrichtungen der Universität Göttingen, Experimentiergelände der ökologischen Botanik |           |
| Forstbotanischer Garten            | Göttingen             |                                                                                        |           |
| Botanischer Garten Oldenburg       | Oldenburg (Oldenburg) |                                                                                        |           |
| Botanischer Garten Osnabrück       | Osnabrück             | Mit Tropenhaus.                                                                        |           |
| Botanischer Garten Wilhelmshaven   | Wilhelmshaven         | Kleinster botanischer Garten Deutschlands                                              |           |

### Nordrhein-Westfalen
| Bezeichnung                                          | Ort             | Kommentare | Abbildung |
| ---------------------------------------------------- | --------------- | --- | --------- |
| Botanischer Garten Aachen                            | Aachen          | seit etwa 2010 bei Gut Melaten, unterhalten vom Freundeskreis Botanischer Garten.                                                        |           |
| Karlsgarten in Aachen-Melaten                        | Aachen          | Seit 2000 am Gut Melaten, einem alten Pest- und Siechenhaus. Unterhalten vom Freundeskreis Botanischer Garten.                           |           |
| Karlsgarten am Aachener Rathaus                      | Aachen          | Seit 1965 wird hier eine Auswahl der Pflanzen aus dem Capitulare de villis kultiviert. Unterhalten vom Freundeskreis Botanischer Garten. |           |
| Botanischer Garten Bielefeld                         | Bielefeld       | Mit Steingarten, Alpinum, Arznei- und Gewürzgarten, Heidegarten, Buchenwaldflora, Teichanlage, Rosengarten, Farntreppe.                  |           |
| Botanischer Garten der Ruhr-Universität              | Bochum          | 130.000 m² groß, eingerichtet 1968, unter anderem mit Treibhäusern und mit Chinesischem Garten.                                          |           |
| Botanische Gärten der Friedrich-Wilhelms-Universität | Bonn            | Drei Standorte |           |
| Rombergpark                                          | Dortmund        | Mit 68 Hektar der größte botanische Garten Deutschlands und einer der größten weltweit.                                                  |           |
| Deutsches Rosarium im Westfalenpark                  | Dortmund        | |           |
| Botanischer Garten Duissern                          | Duisburg        | |           |
| Botanischer Garten Hamborn                           | Duisburg        | |           |
| Botanischer Garten Heinrich-Heine-Universität        | Düsseldorf      | |           |
| Botanischer Garten im Grugapark                      | Essen           | |           |
| Botanischer Garten der Universität Duisburg-Essen    | Essen           | In Rüttenscheid. |           |
| Botanischer Garten im Stadtpark Gütersloh            | Gütersloh       | |           |
| Botanischer Garten Höxter                            | Höxter          | Gegründet Ende der 1970er Jahre als Lehrpark der Hochschule, seit 2016 im Verband Botanischer Gärten                                     |           |
| Flora und Botanischer Garten Köln                    | Köln            | |           |
| Forstbotanischer Garten Köln                         | Köln            | |           |
| Botanischer Garten Krefeld                           | Krefeld         | |           |
| Bunter Garten                                        | Mönchengladbach | |           |
| Botanischer Garten Münster                           | Münster         | |           |
| Botanischer Garten der Stadt Neuss                   | Neuss           | |           |
| Botanischer Garten Solingen                          | Solingen        | |           |
| Botanischer Garten Wuppertal                         | Wuppertal       | |           |
| Botanischer Garten Loismann                          | Ibbenbüren      | |           |

### Rheinland-Pfalz
| Bezeichnung                                                 | Ort   | Kommentare | Abbildung |
| ----------------------------------------------------------- | ----- | ---------- | --------- |
| Botanischer Garten der Johannes Gutenberg-Universität Mainz | Mainz |            |           |

### Saarland
| Bezeichnung                                       | Ort         | Kommentare                              | Abbildung |
| ------------------------------------------------- | ----------- | --------------------------------------- | --------- |
| Botanischer Garten der Universität des Saarlandes | Saarbrücken | Geschlossen worden wegen Sparmaßnahmen. |           |

### Sachsen
| Bezeichnung                                | Ort          | Kommentare                                                        | Abbildung |
| ------------------------------------------ | ------------ | ----------------------------------------------------------------- | --------- |
| Botanischer Garten Adorf                   | Adorf/Vogtl. | Eröffnet 1999. Große Kalktuff-Abteilung.                          |           |
| Botanischer Garten Bad Schandau            | Bad Schandau | 1902 gegründet, Fokus auf Sächsische Schweiz und gemäßigte Zonen. |           |
| Botanischer Garten Chemnitz                | Chemnitz     |                                                                   |           |
| Arktisch-alpiner Garten                    | Chemnitz     | Walter-Meusel-Stiftung                                            |           |
| Botanischer Garten Dresden                 | Dresden      |                                                                   |           |
| Botanischer Garten der Universität Leipzig | Leipzig      |                                                                   |           |
| Botanischer Blindengarten Radeberg         | Radeberg     |                                                                   |           |
| Botanischer Garten                         | Schellerhau  |                                                                   |           |

### Sachsen-Anhalt
| Bezeichnung              | Ort           | Kommentare | Abbildung |
| ------------------------ | ------------- | ---------- | --------- |
| Brockengarten            | Harz          |            |           |
| Botanischer Garten Halle | Halle (Saale) |            |           |
| Gruson-Gewächshäuser     | Magdeburg     |            |           |
| Europa-Rosarium          | Sangerhausen  |            |           |

### Schleswig-Holstein
| Bezeichnung                                            | Ort  | Kommentare | Abbildung |
| ------------------------------------------------------ | ---- | ---------- | --------- |
| Botanischer Garten der Christian-Albrechts-Universität | Kiel |            |           |

### Thüringen
| Bezeichnung                                           | Ort             | Kommentare | Abbildung |
| ----------------------------------------------------- | --------------- | --- | --------- |
| Botanischer Erlebnisgarten Altenburg                  | Altenburg       | 1928 gegründet.                                                                                                 |           |
| Botanischer Garten                                    | Bad Langensalza | Mit Sukkulentenhaus. In der Umgebung befinden sich Rosengarten, Japanischer Garten, Arboretum, Magnoliengarten. |           |
| Botanischer Garten Gera                               | Gera            | |           |
| Botanischer Garten der Friedrich-Schiller-Universität | Jena            | |           |
| Rennsteiggarten                                       | Oberhof         | Botanischer Garten für Gebirgsflora.                                                                            |           |